# Thomas Reid
Pour les articles homonymes, voir Reid.
Thomas Reid, né le 26 avril 1710 à Strachan et mort le 7 octobre 1796 à Glasgow, est un philosophe britannique contemporain de David Hume, fondateur de l'école écossaise du sens commun.

## Biographie et doctrine
Thomas Reid passe sa jeunesse à Aberdeen, où il enseigne de 1752 à 1764. Il y crée une association littéraire et philosophique appelée le Club des Sages et y conçoit la première partie de son œuvre. En 1764, il remplace Adam Smith à l'université de Glasgow et publie sa Recherche sur l'entendement humain d'après les principes du sens commun.
Selon lui, le sens commun, au sens philosophique du terme, est, ou du moins devrait être, à la base de toute recherche philosophique. Thomas Reid prône le réalisme direct, qui consiste à dire que les objets de la perception sont, de manière immédiate, les objets extérieurs ; cela s'oppose à la "théorie des idées", ou réalisme indirect de Locke et de Descartes pour lesquels l'esprit n'est au contact des choses extérieures qu'à travers la médiation des idées, qui sont des représentations des choses extérieures dans notre esprit. Ses théories sont très bien reçues et Hume corrige le premier manuscrit de sa Recherche.
Sa théorie de la connaissance a fortement influencé sa théorie de la morale. Selon lui, toute épistémologie doit conduire à une éthique pratique : lorsque la philosophie confirme nos croyances, il ne reste plus qu'à agir en conséquence, car nous savons ce qui est juste. Sa philosophie morale rappelle le stoïcisme des Anciens (il cite souvent Cicéron à qui il emprunte le terme sensus communis via la Scolastique et Thomas d'Aquin) ainsi que l'éthique chrétienne.
Thomas Reid eut une très grande influence sur le développement de la philosophie en France au début du XIXe siècle : Royer-Collard, Victor Cousin, Théodore Jouffroy ou encore Charles de Rémusat s’inspirèrent ou se réclamèrent de sa méthode d’investigation philosophique.
Sa renommée est entachée par les attaques de Kant et de Mill[réf. nécessaire], mais on continue néanmoins à enseigner sa philosophie dans les universités d'Amérique du Nord au XIXe siècle[réf. nécessaire]. George Edward Moore lui a redonné une certaine notoriété en recommandant le sens commun comme méthode ou critère philosophique et, plus récemment, certains philosophes tels que William Alston, Alvin Plantinga ou Keith Lehrer se sont intéressés à lui.
Thomas Reid est également associé à la position anti-réductionniste autour de la question du témoignage comme source de connaissance. Contrairement à Hume, il soutient en effet que le témoignage n'est pas réductible à d'autres formes de connaissance : l'« Être suprême » aurait placé en l'homme deux principes, un principe de véracité l'incitant à dire la vérité, et un principe de crédulité l'incitant à croire ce qui nous est dit.
La position anti-réductionniste a été reprise par des philosophes contemporains en épistémologie du témoignage, notamment Anthony Coady et Tyler Burge.

## Œuvres
- Recherche sur l'entendement humain d'après les principes du sens commun (1764).
- Essais sur les facultés intellectuelles de l'homme (1785).
- Essais sur les pouvoirs actifs de l'homme (1788).

En français, une traduction a été donnée des Œuvres complètes de Thomas Reid par Théodore Jouffroy (Paris, 2e édition en 1828).